# 隔空播放
隔空播放（英语：AirPlay）是苹果公司的在iOS4.2及OS X Mountain Lion中加入的一种播放技术，可以将iOS和OS X Mountain Lion或更新版上的檔案（包括视频、相片和镜像）传送到支持AirPlay的设备（如：HomePod和Apple TV）。
使用Airplay需要iOS4.2版本的设备或Mac电脑上的iTunes10.1以上版本。视频镜像则需要iOS 5及OS X Mountain Lion。
在2017年11月初的iOS 11更新，此功能在簡體中文環境下譯為「隔空播放」，繁體中文環境下依然維持原始英文名稱。

## 历史

### AirTunes  (2004年)
蘋果在2004年推出了AirTunes作為iTunes 4.6的新功能。 它允許透過網路將音樂無線傳輸到AirPort Express，而AirPort Express配備了3.5mm音訊輸出插孔，用於揚聲器或其他音訊裝置。 

### AirPlay  (2010年)
在2010年11月12日发布了AirTunes技術的迭代AirPlay，在iTunes 10.1中引入，可以将iTunes中的所有音乐都无线同步到揚聲器，iOS 4.2的裝置可將的畫面和音訊同步至Apple TV，而後來則增加了螢幕鏡像輸出。

## 使用方法
当用户的设备（Mac、PC、iPod touch、iPhone、iPad）与支持AirPlay技术的音箱在同一无线局域网（Wi-Fi）内的时候，用户在Mac或PC上打开iTunes 10或更高版本后，就会在iTunes音量条旁边（iTunes 10在窗口的右下角）看到一个AirPlay按钮。点击该AirPlay按钮，然后选择需要同步到的设备，就可以选择将音乐或视频无线同步到设备进行播放。
而iOS 11用户则可以在控制中心及支持AirPlay功能的第三方软件界面找到AirPlay按钮，按下去即可。